# Sơn Lâm, Khánh Sơn
Sơn Lâm là một xã thuộc huyện Khánh Sơn, tỉnh Khánh Hòa, Việt Nam.
Xã Sơn Lâm có diện tích 51,79 km², dân số năm 1999 là 1894 người, mật độ dân số đạt 37 người/km².